# غريغوريو غونزاليس
غريغوريو غونزاليس (بالإسبانية: Gregorio González Galarza)‏ (و. 1869 – 1948 م) هو مصور إسباني، ولد في ثيغاما، توفي في سان سيباستيان، عن عمر يناهز 79 عاماً.